# Honorio II (antipapa)
Honorio II, de nombre Pietro Cadalo nació en Verona hacia 1009 y fue antipapa de 1061 hasta el año de su muerte (1072).
A la muerte de Nicolás II, los consejeros de Enrique IV, entonces con once años de edad, considerando que, según lo establecido en la Constitutio Lotharii y en el Privilegium Ottonianum, el emperador tenía derecho a que toda elección papal contara con su aprobación, respondieron a la elección de Alejandro II, nombrando al entonces obispo de Parma, Pietro Cadalus, que tomará el nombre de Honorio II.
Honorio perdió pronto, en 1062, dicho apoyo, al sufrir Inés, la madre de Enrique IV y regente durante la minoría de edad de su hijo, un golpe de Estado por el que se vio obligada a ceder la regencia a los arzobispos Anno de Colonia y Adalberto de Bremen que dieron la espalda al antipapa.
Posteriormente en un concilio celebrado en Mantua, en 1064, Alejandro II logró la destitución y excomunión de Honorio.
No obstante, Honorio se retiró a Parma donde se mantuvo en su demanda a la silla papal hasta su fallecimiento en 1072.
- Datos: Q355773